# Vandopsis lissochiloides
Vandopsis lissochiloides es una especie de orquídea que se encuentra en Asia, tiene una combinación única de color amarillo y tonos rosados.

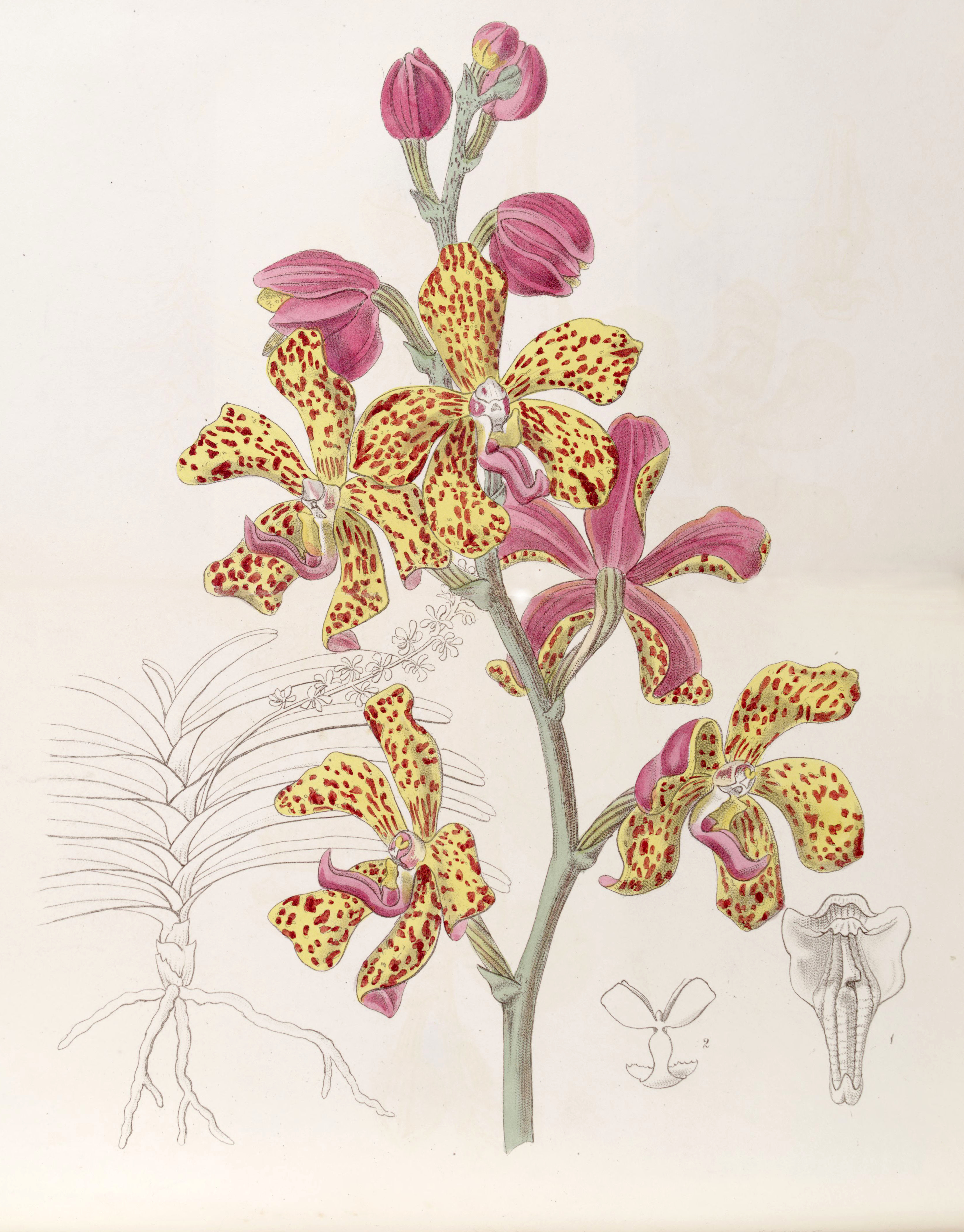
Ilustración

## Descripción
El tallo robusto puede alcanzar hasta 2 m de altura. Las hojas son rígidas y coriáceas y de hasta 30 cm de largo. Las flores, suavemente perfumadas, miden unos 7 cm de diámetro y tienen una duración de varios meses.

## Distribución y hábitat
Por lo general, crece en las tierras bajas de las Filipinas, pero también en Tailandia y Laos, y hasta Nueva Guinea.

## Taxonomía
Vanda lissochiloides fue descrita por (Gaudich.) Lindl. y publicado en Die Natürlichen Pflanzenfamilien 2: 6: 210. 1889.
Etimología
Vanda: nombre genérico que procede del nombre sánscrito dado a la especie  Vanda tessellata  en la India, también puede proceder del latín (vandi) y del griego (dios santísimo ).
lissochiloides: epíteto que indica su similitud con el género Lissochilus.
sinonimia
- Fieldia lissochiloides Gaudich.
- Grammatophyllum pantherinum Zipp. ex Blume
- Stauropsis batemannii G.Nicholson
- Stauropsis lissochiloides (Gaudich.) Pfitzer
- Vanda batemannii Lindl.
- Vanda lissochiloides (Gaudich.) Lindl.[3][4]